# 阿斯特-贝翁
阿斯特-贝翁（法語：Aste-Béon，法語發音：[ast beɔ̃]）是法国大西洋比利牛斯省的一个市镇，属于奥洛龙-圣玛丽区。该市镇由阿斯特（Aste）和贝翁（Béon）等村庄组成。

## 地理
阿斯特-贝翁（43°1'21"N, 0°24'46"W）面积19.05 平方千米，位于法国新阿基坦大区大西洋比利牛斯省，该省份为法国东南部省份，涵盖了贝阿恩与北巴斯克，西临大西洋比斯開灣，北至朗德省，东北接热尔省，东临上比利牛斯省，南与西班牙接壤。
与阿斯特-贝翁接壤的市镇（或旧市镇、城区）包括：热尔-贝莱斯唐、比耶勒、卡斯泰特、拉兰斯、卢维苏比龙。

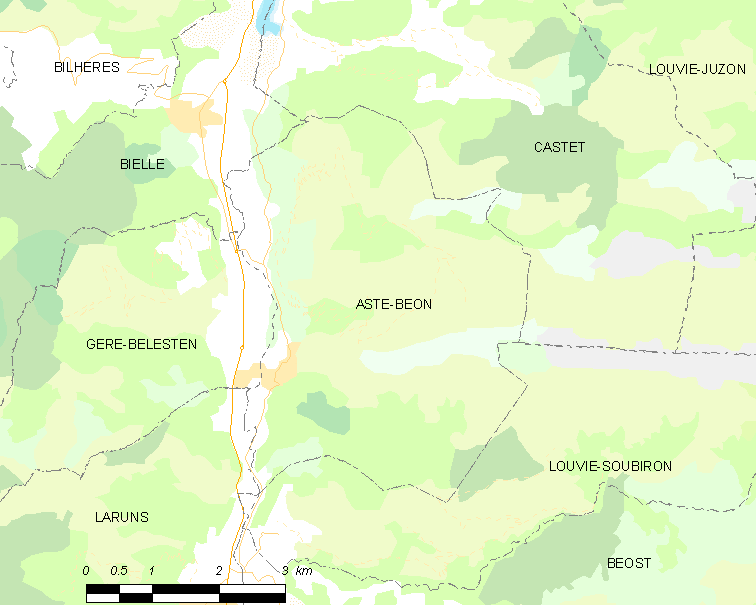
阿斯特-贝翁的OSM定位图

阿斯特-贝翁的时区为UTC+01:00、UTC+02:00（夏令时）。

## 行政
阿斯特-贝翁的邮政编码为64260，INSEE市镇编码为64069。

## 政治
阿斯特-贝翁所属的省级选区为奥洛龙-圣玛丽第二县。

## 人口

1962-2008年间阿斯特-贝翁人口变化图示

阿斯特-贝翁于2022年1月1日时的人口数量为225人。